# Fran Mérida
Francisco Mérida Pérez (Barcellona, 4 marzo 1990) è un ex calciatore spagnolo, di ruolo centrocampista.

## Caratteristiche tecniche
Centrocampista dotato di creatività e grande tecnica, viene prevalentemente utilizzato come laterale.

## Carriera

### Club

#### La questione del contratto con il Barcellona
Mérida comincia a giocare nelle giovanili del Barcellona all'età di otto anni, ma nel settembre 2005 lascia il club, con un trucco ingegnoso escogitato dal suo agente Joseba Díaz, agente anche del catalano Cesc Fàbregas. I genitori di Mérida, infatti, d'accordo col ragazzo che la gran quantità di campioni della cantera catalana avrebbe creato seri problemi ad un utilizzo continuo e proficuo del giovane spagnolo, chiedono al procuratore di trasferirsi altrove. Senza strombazzare alcunché alla stampa, Díaz avverte squadre del calibro di Real Madrid, Milan e Arsenal del desiderio del giocatore di cambiare aria. Lo stratagemma inizialmente funziona, perché permette al giocatore di lasciare il capoluogo catalano alla volta di Londra senza risarcire in alcun modo il club d'origine, in quanto non aveva nessun contratto che lo legava ad esso. 
Ma due anni dopo, il 9 ottobre 2007, una corte di giustizia condanna Mérida a pagare circa 3,2 milioni di euro come risarcimento al Barça per "non essere riuscito a concordare col club i termini di un suo pre-contratto", condizione che poi ha gli ha permesso di cambiare squadra senza sborsare nulla. La decisione ha poi importanti ripercussioni in Inghilterra, dove i giocatori sono tesserabili a partire dall'età di 17 anni, e non 18 come in Spagna. Come risposta, un avvocato spagnolo di Madrid, Rodrigo García, ha detto:

#### Il primo periodo all'Arsenal
Firma il suo primo contratto professionale con l'Arsenal dopo il suo diciassettesimo compleanno. Segna al debutto con la prima squadra in un'amichevole contro il Boreham Wood nell'agosto 2006. Il suo debutto ufficiale in prima squadra arriva il 25 settembre 2007, subentrando al 91' in un vittorioso 2-0 inflitto al Newcastle Utd nel terzo turno di Carling Cup, e colleziona una nuova presenza da sostituto in un vittorioso 3-0 allo Sheffield United al quarto turno e nel 3-2 al Blackburn nei quarti. Il 3 aprile 2008, Mérida prolunga il contratto che lo lega ai Gunners per un lungo periodo, non reso noto alla stampa, legando il proprio futuro al club londinese. Il tecnico Arsène Wenger lo elogia dicendo che è un "giocatore assolutamente divertente", e segna il suo primo gol al Liverpool, ancora una volta in Carling Cup.

#### Il prestito alla Real Sociedad
Il 27 dicembre 2007, Iñaki Badiola, l'allora candidato alla presidenza del club spagnolo della Real Sociedad, annuncia il raggiungimento dell'accordo con l'Arsenal per il prestito di Mérida fino alla fine della stagione di Segunda. Badiola viene nominato presidente il 4 gennaio e 5 giorni dopo viene ufficializzato il prestito del giovane spagnolo. Durante il prestito colleziona 17 presenze, segnando una volta e confezionando 6 assist.

#### Il ritorno aiGunners
Per la stagione successiva Mérida ritorna all'Arsenal, debuttando da titolare nel 6-0 allo Sheffield United in Carling Cup il 23 settembre 2008. Nel novembre 2008 parte titolare sulla fascia sinistra contro il Wigan: l'Arsenal vince 3-0 e Mérida gioca tutti i 90'. Poco tempo dopo debutta in Premier, subentrando a Samir Nasri all'82' di un 3-1 vittorioso al WBA, poche ore prima del suo 19º compleanno. Nell'ultima partita della stagione, poi, entra in campo contro il Portsmouth.
Torna dall'Europeo Under-19 con la sua Spagna per la stagione 2009-10 e viene convocato per la Emirates Cup 2009. Sostituisce Aaron Ramsey al 67' della partita contro l'Atletico Madrid e parte titolare confezionando l'assist per Eduardo contro i Rangers. Vincendo poi la partita 3-0, l'Arsenal vince la coppa. Viene poi incluso in prima squadra e debutta nella nuova stagione col numero 46 sulla schiena al 70' della seconda partita della stagione, contro il Portsmouth. Più tardi gli viene data la maglia numero 32, precedentemente indossata da Theo Walcott. Dato che il contratto di Mérida scade nel giugno 2010, interrogato sulla questione, il giocatore risponde che sta discutendo con il club per trovare un accordo e spera di arrivare ad un compromesso; il 5 novembre l'Arsenal conferma di aver trovato l'accordo verbale col giocatore, e che il contratto vero e proprio doveva ancora essere firmato. Mérida gioca contro il West Ham in FA Cup nel 2-1 vittorioso per i Gunners. Il 17 gennaio 2010 subentra al 62' per Craig Eastmond e segna al 77' del 2-0 al Bolton il suo primo gol in Premier con la maglia dell'Arsenal.

#### Passaggio all'Atlético Madrid e prestito al Braga
Il 28 maggio 2010 l'Atletico Madrid annuncia ufficialmente che Fran si accaserà al Vicente Calderón a giugno, una volta scaduto il contratto che lo lega all'Arsenal e che le due parti non sono riuscite a rinnovare. Fran dichiara in seguito che ha voluto lasciare l'Arsenal poiché non si sentiva a proprio agio e che, dopo la firma per i Colchoneros, si è sentito sollevato. Il 28 agosto 2011 passa in prestito ai portoghesi dello Sporting Braga
.

#### Atlético Paranaense
Nel febbraio 2013 sigla un contratto col club brasiliano.
Esordisce nel brasileirao al Maracanà contro il Flamengo e segna il primo dei quattro gol dell'Atletico che permettono alla sua squadra di vincere per 4-2.

### Nazionale
Mérida faceva parte della spedizione spagnola che nel 2007 ha vinto gli europei di categoria. Nel luglio di quell'anno ha giocato anche nella formazione che è arrivata finalista ai mondiali in Corea del Sud, perdendo in finale contro la Nigeria, con lo stesso Mérida fra gli errori dal dischetto.
Mérida è poi stato convocato nell'Under-20 e ha partecipato ai mondiali di categoria disputatisi in Egitto. Ha giocato nell'8-0 inflitto a Tahiti, segnando il quinto gol e fornendo un assist. Nella seconda fase segna entrambi i gol del 2-0 vincente alla Nigeria e, dopo aver riposato nel 3-0 al Venezuela, gioca 76 minuti nella sconfitta contro l'Italia che costa agli iberici l'esclusione dalla manifestazione.

## Statistiche

### Presenze e reti nei club
Statistiche aggiornate al 20 settembre 2013.
| Stagione               | Squadra                | Campionato             | Campionato | Campionato | Coppe nazionali | Coppe nazionali | Coppe nazionali | Coppe continentali | Coppe continentali | Coppe continentali | Altre coppe | Altre coppe | Altre coppe | Totale | Totale |
| Stagione               | Squadra                | Comp                   | Pres       | Reti       | Comp            | Pres            | Reti            | Comp               | Pres               | Reti               | Comp        | Pres        | Reti        | Pres   | Reti   |
| ---------------------- | ---------------------- | ---------------------- | ---------- | ---------- | --------------- | --------------- | --------------- | ------------------ | ------------------ | ------------------ | ----------- | ----------- | ----------- | ------ | ------ |
| 2007-gen. 2008         | Arsenal                | PL                     | 0          | 0          | FACup+CdL       | 0+3             | 0               | UCL                | 0                  | 0                  | -           | -           | -           | 3      | 0      |
| gen.-giu. 2008         | Real Sociedad          | SD                     | 17         | 1          | CR              | 0               | 0               | -                  | -                  | -                  | -           | -           | -           | 17     | 1      |
| 2008-2009              | Arsenal                | PL                     | 2          | 0          | FACup+CdL       | 0+3             | 0               | UCL                | 0                  | 0                  | -           | -           | -           | 5      | 0      |
| 2009-2010              | Arsenal                | PL                     | 4          | 1          | FACup+CdL       | 1+2             | 0+1             | UCL                | 1                  | 0                  | -           | -           | -           | 8      | 2      |
| Totale Arsenal         | Totale Arsenal         | Totale Arsenal         | 6          | 1          |                 | 9               | 1               |                    | 1                  | 0                  |             |             |             | 16     | 2      |
| 2010-2011              | Atlético Madrid        | PD                     | 17         | 0          | CR              | 5               | 2               | UEL                | 4                  | 1                  | SU          | 1           | 0           | 27     | 3      |
| 2011-gen. 2012         | Braga                  | PL                     | 5          | 0          | CP+CdL          | 0+1             | 0               | UEL                | 2                  | 1                  | -           | -           | -           | 8      | 1      |
| gen.-giu. 2012         | Atlético Madrid        | PD                     | 3          | 0          | CR              | 0               | 0               | UEL                | 0                  | 0                  | -           | -           | -           | 3      | 0      |
| Totale Atlético Madrid | Totale Atlético Madrid | Totale Atlético Madrid | 20         | 0          |                 | 6               | 2               |                    | 6                  | 1                  |             | 1           | 0           | 30     | 3      |
| 2012-2013              | Hércules               | PD                     | 18         | 1          | CR              | 1               | 0               | -                  | -                  | -                  | -           | -           | -           | 19     | 1      |
| 2013                   | Atlético Paranaense    | A                      | 6          | 1          | CB              | 4               | 0               |                    | 6                  | 0                  | -           | -           | -           | 16     | 1      |
| Totale carriera        | Totale carriera        | Totale carriera        | 73         | 4          |                 | 20              | 3               |                    | 13                 | 2                  |             | 1           | 0           | 107    | 9      |

## Palmarès

### Club

#### Competizioni internazionali
- Supercoppa UEFA: 1

Atlético Madrid: 2010

#### Competizioni nazionali
- Segunda División: 1

Espanyol: 2020-2021

### Nazionale
- Campionato d'Europa Under-17: 1

Belgio 2007